# Winkie Direko
Isabella Winkie Direko, née le 27 novembre 1929 et morte le 17 février 2012, est une femme politique sud-africaine (ANC).

## Biographie
Winkie Direko est née en 1929 à Bloemfontein. Avant d'entrer en politique, elle était enseignante. Elle a été membre du Conseil national des Provinces de 1994 à 1999 et Premier ministre de l'État-Libre du 15 juin 1999 au 26 avril 2004.
Elle est morte le 17 février 2012 après avoir subi un accident vasculaire cérébral. Elle avait 82 ans.